# Palosaari (ö i Finland, Norra Savolax, Inre Savolax, lat 63,00, long 26,96)
Palosaari är en ö i Finland. Den ligger i sjön Tallusjärvi och i kommunen Tervo i den ekonomiska regionen  Inre Savolax ekonomiska region  och landskapet Norra Savolax, i den centrala delen av landet, 300 km norr om huvudstaden Helsingfors. Öns area är 1,6 hektar och dess största längd är 200 meter i öst-västlig riktning.